# Lesbians on Ecstasy
Lesbians on Ecstasy sind eine kanadische Electronica-Band aus Montreal (Québec).

## Geschichte

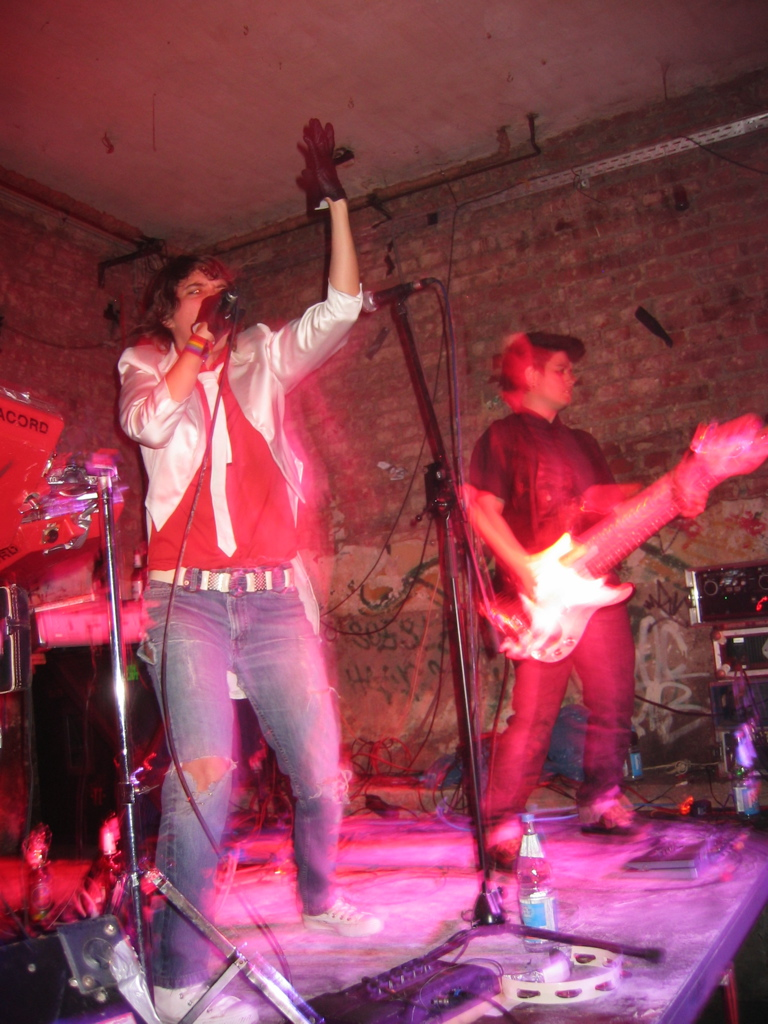
Lesbians on Ecstasy in Mülheim (2006)

Bevor die Gruppe ihre erste Platte bei Alien8 Recording veröffentlicht hat, tourten sie mit  Le Tigre durch Kanada und die Vereinigten Staaten. Ihr erstes Album trägt den Bandnamen und kam am 26. Oktober 2004 heraus. Im Jahr 2005 wurde der Song Bitchsy ihres Debütalbums in der TV-Serie Queer as Folk genutzt, was für einen erhöhten Bekanntheitsschub sorgte. Im selben Jahr wählte das US-Magazin The Advocate die Platte zum „Album of the Year“.
Im Sommer 2005 veröffentlichte die Band ihre zweite Platte Giggles in the Dark, welche Remixe von Le Tigre und des französischen Produzenten Elektrosexual sowie Branx enthielt. Im Frühjahr 2007 veröffentlichten sie ihr drittes Album.

## Diskografie

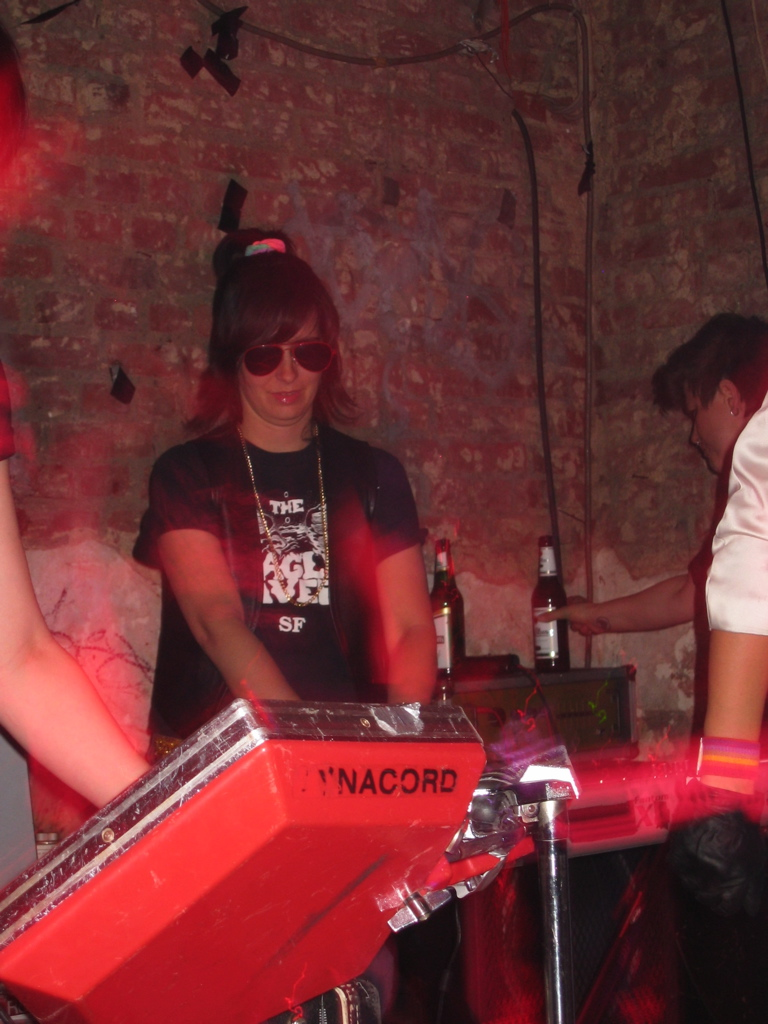
Lesbians on Ecstasy in Mülheim (2006)

### Alben
- 2004: Lesbians on Ecstasy (CD, Alien8 Recordings)
- 2005: Giggles in the Dark Remix (LP/CD, Alien8 Recordings)
- 2007: We Know You Know (LP/CD, Alien8 Recordings)

### Singles
- 2004: Tell Me Does She Love the Bass / U Feel Love (Split 12″, Total Zero Records)

### Samplerbeiträge
- 2006: Don’t _ withthe. aiff auf dem Sampler A Silence Broken (Public Record)